# Marc Ouellet
P.S.S. Marc Ouellet (født 8. juni 1944 i La Motte Québec i Canada) er en canadisk kardinal. Ærkebiskop af Québec.
Marc Ouellet ses som en af favoriterne til at tage over efter Benedikt 16., i hvert fald hvis man skal tro flere internationale netmedier. Hvor han er en af de kardinaler som er nævnt som bud på en ny pave i 2013: